# Джонс, Брэд
Брэдли Скотт Джонс (англ. Bradley Scott Jones; родился 19 марта 1982, Перт, Австралия) — австралийский футболист, вратарь клуба «Перт Глори». Известен по выступлениям за английские клубы «Мидлсбро» и «Ливерпуль» и сборную Австралии. Серебряный призёр Кубка Азии 2011 года и участник чемпионата мира 2018 года.

## Карьера
Брэд родился в городе Армадейл, Западная Австралия. Там же подписал контракт со своим первым клубом «Бэйсуотер». В январе 2002 года перешёл в английский «Мидлсбро».
Несмотря на то, что он не участвовал в матчах первой команды, он оставался регулярным запасным вратарём на протяжении четырёх матчей. У него сложились хорошие отношения с тогдашним тренером вратарей Полом Бэрроном и тренером Стивом Маклареном.
В сезоне 2003/04 он был единственным запасным вратарем клуба ввиду отсутствия основного резервного голкипера Карло Нэша.
Дебютной игрой Джонса стал полуфинал кубка Англии против «Ноттс Каунти». Основной вратарь клуба — Марк Шварцер — травмировался, и Брэд сохранил место в воротах на матч Премьер-лиги против «Фулхэма», которой завершился победой «Мидлсбро» со счетом 2:1.
Будучи талантливым и высоким вратарем, Брэд был частью молодёжной команды «Боро», которая дошла до полуфинала молодёжного кубка в 2000 году. Тогда «Мидлсбро» проиграл «Арсеналу», будущему обладателю трофея. В сезоне 2005/06 Джонс получил больше игровой практики, он поучаствовал в нескольких матчах Кубка УЕФА, а также в 9 играх премьер-лиги. Особенно удачной выдалась игра с «МЮ», когда Джонс парировал пенальти от Руда ван Нистелроя, сохранив для команды нулевую ничью. Впрочем, у Джонса не получилось вытеснить из ворот своего опытного соотечественника Шварцера, и в августе 2006 он вновь отправился в аренду, на этот раз в «Шеффилд Уэнсдей». Начав за здравие, в дальнейшем Джонс стал демонстрировать неуверенную игру, заработав, в частности, пенальти и удаление в матче с «Лидсом». Кульминацией стал матч против «Куинз Парк Рейнджерс», когда австралийского голкипера забросали монетами собственные болельщики «Уэнсдей». В августе 2010 года стал игроком клуба «Ливерпуль». Сумма трансфера составила 2,3 млн фунтов стерлингов. Контракт рассчитан на 3 года. Игрок национальной сборной Австралии.
Вернувшись из аренды, Джонс эпизодически выступал за «Мидлсбро» в сезонах 2006/07 и 2007/08, проведя в сумме 7 игр во всех соревнованиях.
В феврале 2007 года Брэд получил вызов в национальную команду, заменив травмированного Шварцера, а в июне того же года провёл за неё свой первый матч против сборной Уругвая. При счете 1:1 Джонс неудачно вышел на перехват навеса и упустил мяч между рук, позволив Альваро Рекобе забить победный гол. В дальнейшем Джонс продолжал вызываться в сборную Австралии, однако к маю 2008 года так и не провёл за неё свою вторую игру.
10 апреля на 26-й минуте в гостевом матче против «Блэкберна» вышел на поле после удаления Дони и смог отбить пенальти Якубу Айегбени. Матч закончился 3:2 в пользу «Ливерпуля». Вышел с первых минут в полуфинальном матче против «Эвертона». «Ливерпуль» выиграл со счетом 2:1.

## Личная жизнь
Женат на модели Дени Лоуренс. 18 ноября 2011 года 6-летний сын Брэда и Дени, Лука, скончался от лейкемии. 4 апреля 2012 года Брэд и Дени во второй раз стали родителями. У них родился сын Нико Лука.

## Достижения
«Блэкпул»
- Обладатель Трофея Футбольной лиги: 2003/2004

«Ливерпуль»
- Обладатель Кубка Футбольной лиги: 2011/12

«Фейеноорд»
- Чемпион Нидерландов: 2016/17
- Обладатель Кубка Нидерландов: 2017/18
- Обладатель Суперкубка Нидерландов: 2017